# Alicia Alighatti
Alicia Alighatti (Easton, 21 giugno 1984) è un'ex attrice pornografica statunitense.

## Biografia e carriera pornografica
Di origini scozzesi e nativa di Easton, Pennsylvania, è cresciuta tra la Virginia e Los Angeles.
Una volta terminati gli studi presso la high school, ha studiato relazioni internazionali e francese al college. Ha spiegato di avere scelto il proprio nome d'arte in omaggio a Dante Alighieri.
Ha esordito alla fine del 2004, girando Teens For Cash 5, e si è ritirata all'inizio del 2007, dopo aver girato oltre 150 scene e aver ottenuto 2 AVN per la partecipazione alla scena Darkside.

## Riconoscimenti
- AVN Awards
  - 2006 – Best Oral Sex Scene (Film) per Dark Side con Hillary Scott e Randy Spears[7]
  - 2006 – Best Group Sex Scene (film) per Dark Side con Penny Flame, Dillan Lauren, Hillary Scott, Randy Spears e John West[7]

## Filmografia
- College Invasion 6 (2004)
- I Dream Of Chaisey (2004)
- Maxx Black 1: Disturbing The Pussy (2004)
- Teens Too Pretty for Porn 1 (2004)
- 18 and Hitchhiking (2005)
- 2 on 1 22 (2005)
- A2M 5 (2005)
- Anal Addicts 19 (2005)
- Anal Sinsations (2005)
- Appetite For Ass Destruction 3 (2005)
- Baker's Dozen 7 (2005)
- Bang Van 7 (2005)
- Barely 18 22 (2005)
- Bikini Banger 4 (2005)
- Bitches In Heat 2 (II) (2005)
- Black Attack Gang Bang 18 (2005)
- Black Initiations 5 (2005)
- Chocolate Creampies 1 (2005)
- Cream Filling 3 (2005)
- Dance on Fire (2005)
- Dark Desires (2005)
- Darkside (2005)
- Deep Throat This 24 (2005)
- Direct Deposit 1 (2005)
- Double Cum Cocktails 2 (2005)
- Down the Hatch 15 (2005)
- Dream Teens 4 (2005)
- Evil Vault 2 (2005)
- Face Blasters 1 (2005)
- Filthy Anal POV 1 (2005)
- First Offense 11 (2005)
- Fresh New Faces 6 (2005)
- Fuck My Ass (2005)
- Girls Night Out 1 (2005)
- Good Girls Gone Black 3 (2005)
- Good Source Of Iron 5 (2005)
- Good Whores Take It in the Ass 1 (2005)
- Handjobs Across America 12 (2005)
- Heat (2005)
- Her First Lesbian Sex 6 (2005)
- Hypno Fucked 1 (2005)
- Intoxicated (2005)
- Jack's Teen America 15 (2005)
- Lip Stick Girls (2005)
- Marvelous (2005)
- More Dirty Debutantes 312 (2005)
- Mouth 2 Mouth 3 (2005)
- My Daughter's Fucking Blackzilla 2 (2005)
- Naughty Little Nymphos 16 (2005)
- No Swallowing Allowed 5 (2005)
- Outnumbered 3 (2005)
- Pass the Creme 1 (2005)
- School Of Hardcore (2005)
- Semen Sippers 4 (2005)
- Slave Trade 1 (2005)
- Slave Trade 2 (2005)
- Sleepy Seduction 3 (2005)
- Sniff Her Panties (2005)
- Spank Me I'm A Bad Girl (2005)
- Sperm Filled Sluts 1 (2005)
- Spring Chickens 14 (2005)
- Strip Tease Then Fuck 6 (2005)
- Stuffin Young Muffins 3 (2005)
- Sweet Corn Holes (2005)
- Teacher's Pet 11 (2005)
- Teen Cum Squad 3 (2005)
- Teen Dreams 11 (2005)
- Teens For Cash 5 (2005)
- Toe Jam 7 (2005)
- Un-natural Sex 15 (2005)
- White Butts Drippin' Chocolate Nuts 5 (2005)
- White Chicks Gettin' Black Balled 12 (2005)
- Young Ripe Mellons 7 (2005)
- Addicted 1 (II) (2006)
- Bang My Tasty Twat (2006)
- Barefoot Maniacs 3 (2006)
- Barely Legal Innocence 6 (2006)
- Barely Legal Princess Diaries 1 (2006)
- Black White Wet All Over 2 (2006)
- Blacklight Beauty (2006)
- Cherries 45 (2006)
- Cock Starved 1 (2006)
- College Guide To Threesomes (2006)
- Crimes of the Ass (2006)
- Cumshitters 2 (2006)
- Evilution 2 (2006)
- Fantasstic Whores 2 (2006)
- First Time Swallows 3 (2006)
- Fresh Meat 21 (2006)
- Fresh Pussy 2 (2006)
- Goo Girls 22 (2006)
- Her First Anal Sex 10 (2006)
- Housewife Bangers 4 (2006)
- I Can't Believe I Took The Whole Thing 6 (2006)
- I Love Anal 1 (2006)
- I Love 'em Natural 3 (2006)
- I Wanna Get Face Fucked 3 (2006)
- Incumming 8 (2006)
- Jamaican Vacation (2006)
- Knocked Out And Hypnotized 2 (2006)
- Knocked Out Beauties 11 (2006)
- Nasty Hardcore Fucking (2006)
- Nightmare 5 (2006)
- North Pole 61 (2006)
- Penetration 10 (2006)
- Peter North's POV 11 (2006)
- POV Casting Couch 3 (2006)
- Provocative (2006)
- Reel Babes Real Breasts (2006)
- Rub My Muff 8 (2006)
- Sex Kittens 28 (2006)
- She Swallows 18 (2006)
- Sounds of Fury (2006)
- Squirting 201 2 (2006)
- Stripnotized 17 (2006)
- Teen Power 17 (2006)
- Training Academy 1 (2006)
- Virgin Territory (2006)
- Young Wet Bitches 2 (2006)
- Jack's Playground 34 (2007)
- Legal And Hot 3 (2007)
- My Space 2 (2007)
- Shane Diesel Fucks Them All 3 (2007)
- She's Got a Cum Fixation 2 (2007)
- Teenstravaganza 2 (2007)
- American Girrrl (2008)
- Brandon Iron's 287 Pop Shots (2008)
- Horny Hitchhiker (2008)
- It's The Chicks 3 (2008)
- Pop Tarts  (2008)
- Pop Tarts 2 (2008)
- Porn Loser 1 (2008)
- Pure 18 2 (2008)
- Sex Ed Teachers in Heat 2 (2008)
- Sweet Spot (2008)
- Brats N' Braces (2009)
- Dirty Girls Down the Street (2009)
- Double Tapped (2009)
- Pussy Play 4 (2009)
- Baby I Wanna Cum for You 1 (2010)
- True Interracial Whores: Ruth Blackwell and Friends (2010)
- Self Service Sex 4 (2011)
- Squirt Your Cum On My Fucking Face (2012)
- Whores In Training (2012)
- Girls of Platinum X 15 (2013)